# WYSO
WYSO (91,3 FM) est une station de radio américaine à Yellow Springs, Ohio, près de Dayton, détenue et exploitée par la communauté; anciennement autorisé et exploité par Antioch College . Il s'agit de la station phare de la National Public Radio membre de la Vallée de la Miami, y compris les villes de Dayton et Springfield. 
WYSO ouvre en 1958 et a la particularité d'être situé dans l'un des plus petits villages pour accueillir une station affiliée NPR. WYSO diffuse au format HD Radio.  
WYSO est à l'origine sur 91,5 MHz et passe à 91,3 MHz en 1980. 